# جوادية (شورآب)
جوادیة (بالفارسية: جوادیه) هي قرية تقع في إيران في قسم شورآب الريفي. يقدر عدد سكانها بـ 1,021 نسمة .